# Enzo Coloni Racing Car Systems
Enzo Coloni Racing Car Systems oziroma Coloni je nekdanje italijansko moštvo Formule 1, ki je v prvenstvu sodelovalo med sezonama 1987 in 1991. Moštvu nikoli ni uspelo osvojiti točk, najboljšo uvrstitev je dosegel Gabriele Tarquini z osmim mestom na Veliki nagradi Kanade v sezoni 1988.

## Popoln pregled rezultatov
(legenda) (odebeljene dirke pomenijo najboljši štartni položaj)
| Leto | Šasija                      | Motor                      | Gume | Dirkači               | 1    | 2    | 3    | 4    | 5    | 6    | 7    | 8    | 9    | 10   | 11   | 12   | 13   | 14   | 15   | 16   | Toč | Prv |
| ---- | --------------------------- | -------------------------- | ---- | --------------------- | ---- | ---- | ---- | ---- | ---- | ---- | ---- | ---- | ---- | ---- | ---- | ---- | ---- | ---- | ---- | ---- | --- | --- |
| 1987 | Coloni FC187                | Ford DFZ V8                | G    |                       | BRA  | SMR  | BEL  | MON  | VZDA | FRA  | VB   | NEM  | MAD  | AVT  | ITA  | POR  | ŠPA  | MEH  | JAP  | AVS  | 0   | NC  |
| 1987 | Coloni FC187                | Ford DFZ V8                | G    | Nicola Larini         |      |      |      |      |      |      |      |      |      |      | DNQ  |      | Ret  |      |      |      | 0   | NC  |
| 1988 | Coloni FC188 Coloni FC188B  | Ford DFZ V8                | G    |                       | BRA  | SMR  | MON  | MEH  | KAN  | VZDA | FRA  | VB   | NEM  | MAD  | BEL  | ITA  | POR  | ŠPA  | JAP  | AVS  | 0   | NC  |
| 1988 | Coloni FC188 Coloni FC188B  | Ford DFZ V8                | G    | Gabriele Tarquini     | Ret  | Ret  | Ret  | 14   | 8    | DNPQ | DNPQ | DNPQ | DNPQ | 13   | Ret  | DNQ  | 11   | DNPQ | DNPQ | DNQ  | 0   | NC  |
| 1989 | Coloni FC188B Coloni FC189  | Ford DFR V8                | P    |                       | BRA  | SMR  | MON  | MEH  | ZDA  | KAN  | FRA  | VB   | NEM  | MAD  | BEL  | ITA  | POR  | ŠPA  | JAP  | AVS  | 0   | NC  |
| 1989 | Coloni FC188B Coloni FC189  | Ford DFR V8                | P    | Roberto Moreno        | DNQ  | DNQ  | Ret  | DNQ  | DNQ  | Ret  | DNQ  | Ret  | DNPQ | DNPQ | DNPQ | DSQ  | Ret  | DNPQ | DNPQ | DNPQ | 0   | NC  |
| 1989 | Coloni FC188B Coloni FC189  | Ford DFR V8                | P    | Pierre-Henri Raphanel | DNPQ | DNPQ | Ret  | DNPQ | DNPQ | DNPQ | DNPQ | DNPQ | DNPQ | DNPQ |      |      |      |      |      |      | 0   | NC  |
| 1989 | Coloni FC188B Coloni FC189  | Ford DFR V8                | P    | Enrico Bertaggia      |      |      |      |      |      |      |      |      |      |      | DNPQ | DNPQ | DNPQ | DNPQ | DNPQ | DNPQ | 0   | NC  |
| 1990 | Coloni FC189B Coloni FC189C | Subaru F12 V12 Ford DFR V8 | G    |                       | ZDA  | BRA  | SMR  | MON  | KAN  | MEH  | FRA  | VB   | NEM  | MAD  | BEL  | ITA  | POR  | ŠPA  | JAP  | AVS  | 0   | NC  |
| 1990 | Coloni FC189B Coloni FC189C | Subaru F12 V12 Ford DFR V8 | G    | Bertrand Gachot       | DNPQ | DNPQ | DNPQ | DNPQ | DNPQ | DNPQ | DNPQ | DNPQ | DNPQ | DNPQ | DNQ  | DNQ  | DNQ  | DNQ  | DNQ  | DNQ  | 0   | NC  |
| 1991 | Coloni C4                   | Ford DFR V8                | G    |                       | ZDA  | BRA  | SMR  | MON  | KAN  | MEH  | FRA  | VB   | NEM  | MAD  | BEL  | ITA  | POR  | ŠPA  | JAP  | AVS  | 0   | NC  |
| 1991 | Coloni C4                   | Ford DFR V8                | G    | Pedro Chaves          | DNPQ | DNPQ | DNPQ | DNPQ | DNPQ | DNPQ | DNPQ | DNPQ | DNPQ | DNPQ | DNPQ | DNPQ | DNPQ |      |      |      | 0   | NC  |
| 1991 | Coloni C4                   | Ford DFR V8                | G    | Naoki Hattori         |      |      |      |      |      |      |      |      |      |      |      |      |      |      | DNPQ | DNPQ | 0   | NC  |